# Birgite dos Santos
Birgite da Conceição Francisco dos Santos (sinh năm 1990) là một Hoa hậu Angola. Cô đại diện cho Angola tham dự cuộc thi Hoa hậu Thế giới 2008 diễn ra tại Nam Phi và lọt vào top 5 người đẹp nhất.